# Moskoutijd
| lichtblauw | West-Europese Tijd (UTC+0)                                     |
| blauw      | West-Europese Tijd (UTC+0) West-Europese zomertijd (UTC+1)     |
| roze       | Midden-Europese Tijd (UTC+1)                                   |
| rood       | Midden-Europese Tijd (UTC+1) Midden-Europese zomertijd (UTC+2) |
| geel       | Kaliningradtijd (UTC+2)                                        |
| goud       | Oost-Europese Tijd (UTC+2) Oost-Europese zomertijd (UTC+3)     |
| groen      | Moskoutijd (UTC+3)                                             |

Moskoutijd (MSK of UTC+3) (Russisch: московское время; moskovskoje vremja) is een tijdzone in Rusland die 3 uur voor loopt op de UTC (en GMT) en 2 uur op de MET. Omdat MEZT gelijk is aan UTC+2 en MSK geen zomertijd kent, is het verschil 's zomers 1 uur.
De Moskoutijd is de standaardtijd van de tweede tijdzone van Rusland waarbinnen onder andere Moskou en Sint-Petersburg liggen (zie ook tijdzones in Rusland). In totaal telt Rusland 11 tijdzones.
Op 16 juni 1930 werd een decreet uitgevaardigd door de Raad van Volkscommissarissen van de Sovjet-Unie, waarbij de tijd een uur naar voren werd gezet, waarmee de Moskoutijd drie uur voor kwam te lopen op de GMT en UTC.

## Gebruik
Moskoutijd wordt binnen het transport gebruikt voor treinschema's, de luchtvaart en de scheepvaart binnen Rusland. Verder worden alle tijdzones in Rusland gerekend vanaf Moskoutijd (Jekaterinenburgtijd is bijvoorbeeld: MSK+2).

## Deelgebieden met Moskoutijd
- Adygea
- Dagestan
- Ingoesjetië
- Kabardië-Balkarië
- Kalmukkië
- Karatsjaj-Tsjerkessië
- Karelië
- Komi
- kraj Krasnodar
- kraj Stavropol
- Mari El
- Mordovië
- Moskou
- Noord-Ossetië
- oblast Archangelsk
  - Nenetsië
- oblast Astrachan
- oblast Belgorod
- oblast Brjansk
- oblast Ivanovo
- oblast Jaroslavl
- oblast Kaloega
- oblast Kirov
- oblast Koersk
- oblast Kostroma
- oblast Leningrad
- oblast Lipetsk
- oblast Moermansk
- oblast Moskou
- oblast Nizjni Novgorod
- oblast Novgorod
- oblast Oeljanovsk
- oblast Orjol
- oblast Penza
- oblast Pskov
- oblast Rjazan
- oblast Rostov
- oblast Samara (sinds 2010)
- oblast Saratov
- oblast Smolensk
- oblast Tambov
- oblast Toela
- oblast Tver
- oblast Vladimir
- oblast Vologda
- oblast Voronezj
- oblast Wolgograd
- Oedmoertië (sinds 2010)
- Sint-Petersburg
- Tatarije
- Tsjetsjenië
- Tsjoevasjië